# Nowodwór (powiat lubartowski)
Nowodwór – wieś w Polsce położona w województwie lubelskim, w powiecie lubartowskim, w gminie Lubartów.
| SIMC    | Nazwa            | Rodzaj    |
| ------- | ---------------- | --------- |
| 0384680 | Nowodwór-Kolonia | część wsi |
| 0993900 | Stary Tartak     | osada     |

W latach 1975–1998 miejscowość należała administracyjnie do ówczesnego województwa lubelskiego.
Wieś stanowi sołectwo gminy Lubartów.  Według Narodowego Spisu Powszechnego (III 2011 r.) wieś liczyła 1002 mieszkańców.
Wierni Kościoła rzymskokatolickiego należą do parafii św. Anny w Lubartowie.